# Транспортни кораби тип „Виктори“
Виктори (на английски: Victory) са тип транспортни кораби на САЩ от времето на Втората световна война, построени в голяма серия (над 500 броя) за подсигуряване на масовите военни превози.
Снабдяването на операциите на ВМС се сблъсква с определени трудности – съдовете от типа „Либърти“ развиват максимална скорост от 11 възела и не могат да пътуват заедно с бързите военни кораби, без да бавят цялата ескадра. Решение на този проблем са транспортите тип „Виктори“.
От 531 съда на проекта, построени по време на войната, загиват само пет: Fort Bellingham и Fort St. Nicholas са потопени от подводница, трите останали: (Logan Victory, Hobbs Victory and Canada Victory) загиват от атаки на камикадзе през април 1945 г.

## Подтипове
| Построено единици | Тип       | Забележки                                      |
| ----------------- | --------- | ---------------------------------------------- |
| 272               | VC2-S-AP2 | 6000 к.с., транспортни съдове за обща употреба |
| 141               | VC2-S-AP3 | 8500 к.с.                                      |
| 1                 | VC2-M-AP4 | Дизелови двигатели                             |
| 117               | VC2-S-AP5 | Войскови десантен транспорт клас Haskell       |
| 3                 | VC2-S-AP7 | Пуснати на вода след войната                   |

## Технически данни
- дължина: до 141 m
- ширина: 19 m
- водоизместимост: 15580 t
- скорост: 17 възела